# Mentor (begeleider)
Een mentor is in het algemeen iemand die zijn of haar (levens)ervaring gebruikt om een ander terzijde te staan. In Nederland is het ook een  officiële taak in de kinderopvang en bewindvoering (zie: mentorschap (juridisch).
De benaming mentor is ontleend aan de eigennaam Mentor, in de Griekse mythologie opvoeder van Odysseus' zoon Telemachos, via het pedagogische boek Les aventures de Télémaque van de Franse schrijver François Fénelon uit 1699. Hierom wordt de soms gebruikte vrouwelijke vorm "mentrix" wel afgewezen, die gebaseerd is op de misvatting dat er een woord "mentor" in het Latijn zou bestaan.
In het Nederlandse onderwijs is een mentor een leerkracht die leerlingen die daaraan behoefte hebben, op een breed gebied adviseert en begeleidt. 
In het Vlaamse secundair onderwijs wordt de term mentor gebruikt voor de (ervaren) leerkracht die beginnende of stagedoende leerkrachten wegwijs maakt in de school. De school ontvangt daarvoor enkele uren-leerkracht in het te besteden pakket.
In de kunst kan een mentor een andere kunstenaar helpen een carrière op te bouwen.